# Fulakora elongata
Fulakora elongata (лат.) — вид примитивных муравьёв рода Fulakora из подсемейства Amblyoponinae (Formicidae), ранее включавшийся в состав рода Stigmatomma.

## Распространение
Неотропика (Аргентина, Бразилия, Парагвай, Уругвай) .

## Описание
Мелкие земляные муравьи (длина около 3 мм) с длинными узкими мандибулами и хорошо развитым жалом. От близких видов отличаются следующими признаками: боковые края головы субпараллельные, вертекс гладкий; заднебоковой угол проподеума с бледным пятном; субпетиолярный отросток редуцирован или отсутствует и без фенестры. Тело коричневое. Метанотальный шов отсутствует. Две частичные колонии Fulakora elongata были найдены на фрагментах Атлантического леса в Висозе, штат Минас-Жерайс, Бразилия на глубине примерно 3-5 см в рыхлой почве, одна из них гнездилась внутри термитника Syntermes sp. Оба фрагмента содержали около 20 взрослых рабочих и пять личинок, но не было ни королев, ни самцов. Мезосома уже головы. Ноги короткие. Передний край клипеуса зубцевидный; петиоль очень широко прикреплён к 3-му абдоминальному сегменту и без отчётливой задней поверхности; постпетиоль отсутствует.
Диплоидный набор хромосом: 2n=24 (16 метацентриков + 8 субметацентриков).

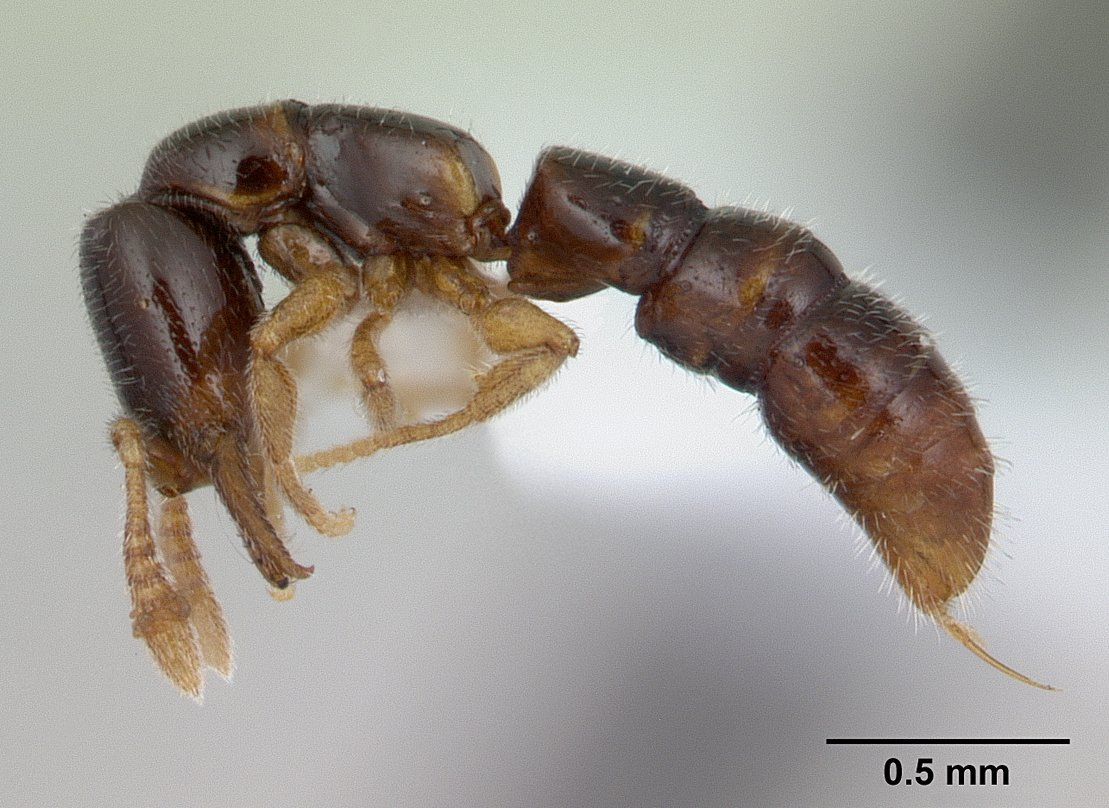
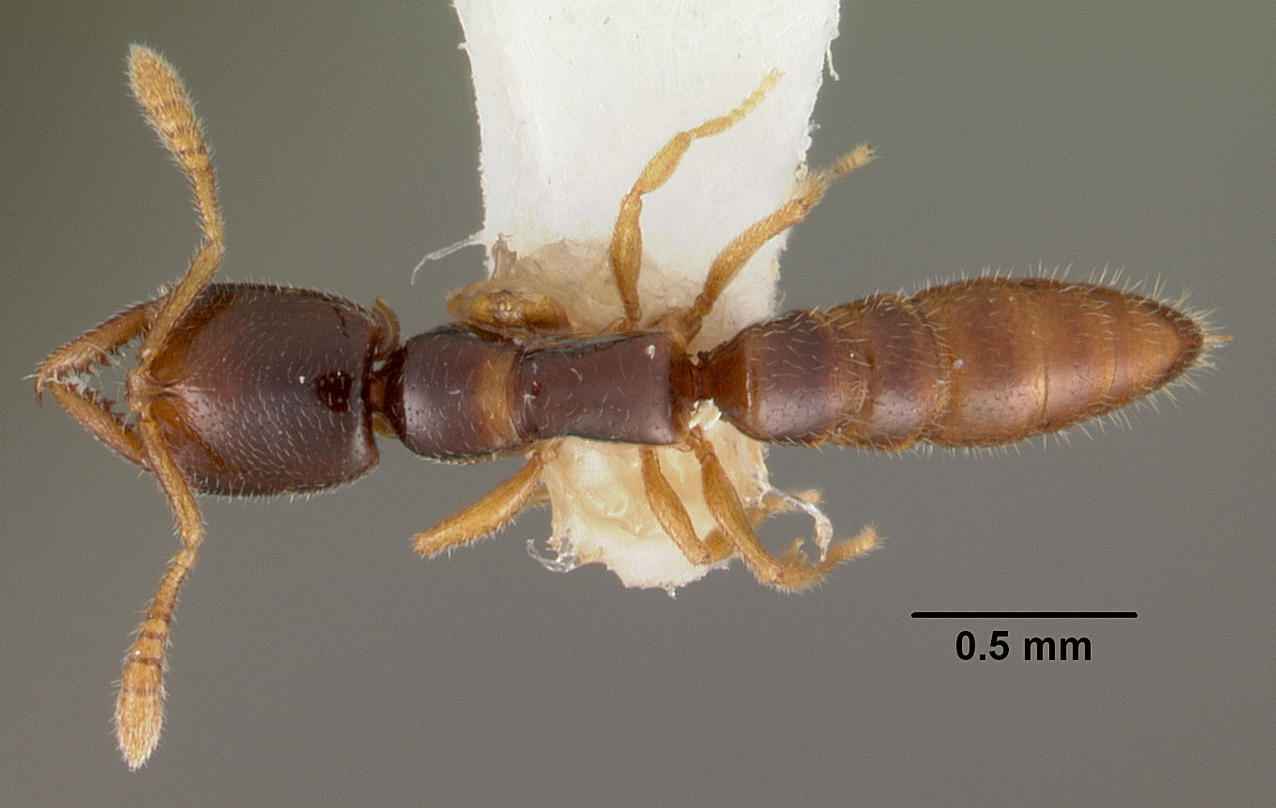

## Систематика
Вид был впервые описан в 1912 году швейцарским мирмекологом Феликсом Санчи. Затем вид и род включали в состав рода Amblyopone (подсемейство Понерины). В 2016 году Fulakora был восстановлен из синонимии с Stigmatomma и вид получил современное название.